# جسر الصداقة الطاجيكية الأفغانية
جسر الصداقة الطاجيكية الأفغانية هو جسر في مدينة قلعة خمب، يربط بين ضفتين نهر بانج في منطقة درواز، ويفصل الجسر بين طاجيكستان وأفغانستان،  وافتتح في 6 يوليو 2004.

## جسر سكة حديدية
بدأ بناء سكة حديد من دوشنبه إلى شير خان بندر في أفغانستان عبر نهر بيانج في عام 2009.[بحاجة لمصدر]
- نيجني بيانج  [الإنجليزية] (326متر) - مدينة تقع على الضفة الشمالية.
- شير خان بندر  [الإنجليزية] (329متر) - مدينة تقع على الضفة الجنوبية.[4][5]